# Bonnemaisonia
Genre
Synonymes
- Hymenoclonium Batters, 1895[1]
- Trailliella Batters, 1896[1]
- Trailliella E. A. L. Batters[2]

Bonnemaisonia est un genre d'algues rouges de la famille des Bonnemaisoniaceae. Sa distribution est presque cosmopolite.

## Liste des espèces
Selon World Register of Marine Species (27 juillet 2021) :
- Bonnemaisonia asparagoides (Woodward) C.Agardh, 1822
- Bonnemaisonia australis Levring, 1953
- Bonnemaisonia californica Buffham, 1896
- Bonnemaisonia clavata G.Hamel, 1930
- Bonnemaisonia fimbriata Endlicher, 1843
- Bonnemaisonia geniculata N.L.Gardner, 1927
- Bonnemaisonia hamifera Hariot, 1891
- Bonnemaisonia pilularia (S.G.Gmelin) C.Agardh, 1822
- Bonnemaisonia spinescens Womersley, 1996
- Bonnemaisonia suhrii (J.Agardh) Endlicher